# Чавес, Хулио Сесар (младший)
Хулио Сесар Чавес Карраско младший (исп. Julio César Chávez Carrasco Jr.; род. 16 февраля 1986, Кульякан-Росалес, Синалоа, Мексика) — мексиканский боксёр-профессионал, выступающий в 2-й средней весовой категории. Чемпион мира по версии WBC (2011—2012) в среднем весе. Сын Хулио Сесара Чавеса.

## Биография
Родился в семье чемпиона мира в полулёгком весе по версии WBC, Хулио Сесара Чавеса. Чавес решил пойти по стопам отца и стать боксёром.
Любительская карьера Хулио Сесара состояла всего из двух поединков. Оба поединка Чавес младший провёл против Хорхе Паэса младшего, сына известного боксёра бывшего чемпиона мира в полулёгком весе Хорхе Паэса.

## Профессиональная карьера
Дебютировал в сентябре 2003 года в возрасте 17 лет. Первые пять поединков выиграл не очень уверенно, четыре из которых по очкам, а затем последовала длинная серия из 13 побед нокаутами.
16 декабря 2005 года Хулио свёл вничью поединок с Карлосом Молиной. Через два месяца состоялся повторный бой. Чавес победил по очкам.
10 июня 2006 года Хулио нокаутировал Аарона Дрейка (10-1).
19 августа 2006 года Чавес завоевал титул молодёжного чемпиона мира по версии WBC, нокаутировав в четвёртом раунде Джермана Уайта (14-1).
В 2007 году Чавес нокаутировал американцев Энтони Шулера (20-4-1) и Рэя Санчеса (20-1).
Затем в феврале 2008 года нокаутировал американца Хосе Селия и завоевал титул континентальной Америки по версии WBC во втором среднем весе.
26 апреля 2008 года Чавес нокаутировал непобеждённого мексиканца Тобия Джузеппе Лоридже (24-0-1) в 9-м раунде.

### Бои с Мэттом Вандой
В июле 2008 года в Мексике состоялся бой между местным боксёром Хулио Сесаром Чавесом младшим и американцем Мэттом Вандой. Бой был равным. Чавес был активнее в 1-й половине боя, а Ванда — во 2-й. По окончании поединка раздельным решением судей победителем был объявлен Чавес. Судья Франсиско Моурет дал удивительные оценки 100—90 в пользу мексиканца. Зал встретил решение судей недовольным гулом и забросал ринг разными предметами.
В ноябре 2008 года в США состоялся 2-й бой между Чавесом и американцем Мэттом Вандой. Бой был зрелищным. Оба противника периодически шли в размен. Мексиканец доминировал, выбрасывая больше ударов. Чавес в итоге заслужено победил единогласным решением судей.

### 2009—2011
28 марта 2009 года Чавес в бою за латиноамериканский титул по версии WBC, победил по очкам непобеждённого боксёра из Аргентины, Лусиано Леонеля Кунельо (23-0). В тяжёлом бою Чавес победил с минимальным судейским преимуществом.
В сентябре Чавес нокаутировал в первом раунде Джейсона Лехоулера (21-1-1).
14 ноября 2009 года Хулио победил по очкам американца Троя Роуланда (25-2), но позже поединок был признан несостоявшимся из-за положительного допинг-теста Чавеса.
В июне 2010 года Сесар Чавес победил по очкам Джона Дадди (29-1) и завоевал вакантный серебряный титул чемпиона мира по версии WBC.
29 января 2011 года Чавес защитил титул в бою с американцем Билли Лайлом (22-8).

### Период чемпиона мира по версии WBC
4 июня 2011 года Хулио Сесар Чавес вышел на ринг с непобеждённым немецким боксёром, Себастьяном Збиком (30-0) в бою за титул чемпиона мира по версии WBC. Збик был намного активнее, но судьи неожиданно присудили победу Чавесу. Мексиканец стал новым чемпионом мира.
В ноябре 2011 года Чавес защитил титул в бою с американцем Питером Манфредо (37-6). Чавес нокаутировал Манфредо в 5-м раунде.
4 февраля 2012 года Чавес в близком бою победил по очкам известного соотечественника, Марко Антонио Рубио (53-5-1). Результат так же был довольно спорным.
16 июня 2012 года Чавес в третьей защите титула нокаутировал в седьмом раунде ирландца Энди Ли (28-1).

### Бой с Серхио Мартинесом
В сентябре 2012 года Хулио Сесар Чавес вышел на ринг с бриллиантовым чемпионом WBC и чемпионом The Ring, аргентинцем Серхио Мартинесом. На кону стоял титул WBC в среднем весе, которого Мартинес был лишён в начале 2011 года. Аргентинский игровик легко перебоксировал зажатого и слишком инертного чемпиона в первых 5 раундах, за счёт скорости и постоянной мобильности забрасывая того джебами и одиночными хуками и кроссами слева со всех углов атаки. Лишь в 6-м раунде Чавес, который уже начал кровоточить носом, несколько раз вразумительно огрызнулся, сделав этот раунд для Мартинеса не таким односторонним, как предыдущие. В 7-й трёхминутке Серхио, до того практически не вкладывавшийся в удары, кроме тех, что предназначались для области печени, попытался «поднажать» и завершить бой досрочно, но Чавес вновь проявил отличную способность держать сильный удар. Несмотря на небольшое рассечение над левым глазом и взятую паузу, 8-й и 9-й раунды также ушли в зачёт претенденту. Вновь активизировавшийся Мартинес деклассировал Чавеса в 10-м раунде, пару раз рискнув даже порубиться с превосходящим габаритами соперником. Бравирующий неуязвимостью и выносливостью агрессивный Серхио в 11-м раунде пропустил несколько ударов чемпиона справа, однако в ответ вернул в несколько раз больше. В середине финального раунда заигравшийся Мартинес пропустил несколько сильнейших ударов, побывал в тяжёлом нокдауне, но всё-таки сумел достоять до гонга, несмотря на мощную серию отчаянно пытавшегося добить оппонента Чавеса. Счёт на судейских карточках — 117—110 и дважды 118—109 в пользу Мартинеса, вернувшего себе пояс чемпиона, который он утратил не в ринге, а в результате решения Всемирного боксёрского совета.
Допинг-теста Чавеса после боя дал положительный результат на марихуану, после чего боксёра дисквалифицировали на 9 месяцев и оштрафовали на 900 тысяч долларов.

### Бои с Брайаном Верой
28 сентября 2013 года состоялся рейтинговый бой между Чавесом и мексиканцем Брайаном Вера. Чавес не воспринял соперника всерьёз и даже не уложился в лимит весовой категории, и бой в итоге состоялся в полутяжёлом весе. Он прошёл в высоком темпе, в котором Вера выступал первым номером, но по итогу 10-раундового боя судьи отдали победу Чавесу. Зал решение принял остро и освистал Хулио Сезара младшего. Было решено провести реванш.
В марте 2014 года состоялся второй боя Чавеса и Брайана Веры. Ко второму бою Чавес подошёл более ответственно и заслуженно победил по очкам в 12-раундовом бою. Бой прошёл во втором среднем весе.

### Бои с Анджеем Фонфарой
18 апреля 2015 года Чавес проиграл второй раз в карьере поляку Анджею Фонфаре. Чавес был фаворитом в бою, но Фонфара уверенно прессинговал Чавеса и в конце девятого раунда отправил мексиканца в нокдаун. Чавес впервые за боксёрскую карьеру оказался в нокдауне. Он отказался от продолжения боя, и Фонфара нанёс ему досрочное поражение техническим нокаутом — отказом от продолжения боя.

## Результаты боёв
В таблице перечислены результаты всех поединков боксёров.
В каждой строке указан результат поединка. Дополнительно номер поединка обозначен цветом, который обозначает итог поединка. Расшифровка обозначений и цветов представлена в нижеследующей таблице.
| Пример | Расшифровка                     |
| ------ | ------------------------------- |
|        | Победа                          |
|        | Ничья                           |
|        | Поражение                       |
|        | Планируемый поединок            |
|        | Поединок признан несостоявшимся |
| КО     | Нокаут                          |
| ТКО    | Технический нокаут              |
| PTS    | Решение судей (по очкам)        |
| UD     | Единогласное решение судей      |
| MD     | Решение большинства судей       |
| SD     | Раздельное решение судей        |
| RTD    | Отказ от продолжения боя        |
| DQ     | Дисквалификация                 |
| NC     | Поединок признан несостоявшимся |

| Бой | Рекорд         | Дата             | Соперник                      | Место боя                                                  | Результат        | Дополнительно |
| --- | -------------- | ---------------- | ----------------------------- | ---------------------------------------------------------- | ---------------- | --- |
| 59  | 52(34)-6-1 1NC | 19 июня 2021     | Андерсон Силва(2-1)           | Халиско, Гвадалахара, Мексика                              | SD 8             | |
| 59  | 52(34)-5-1 1NC | 27 ноября 2020   | Джейсон Минда(14-3-1)         | Parque Revolucion, Culiacán, Мексика                       | TKO 4 (10), 2:55 | |
| 58  | 51(33)-5-1 1NC | 25 сентября 2020 | Марио Абель Касарес (11-0)    | Гранд Отель, Тихуана, Нижняя Калифорния, Мексика           | TD 6 (10), 0:41  | Из-за рассечения у Чавеса от случайного удара головами врач остановил бой в 6-м раунде. Счёт: 56-57, 56-57, 54-59. |
| 57  | 51(33)-4-1 1NC | 20 декабря 2019  | Дэниел Джейкобс (35-3)        | Токинг Стик Ризот-арена, Финикс, Аризона, США              | RTD 5 (12), 3:00 | |
| 56  | 51(33)-3-1 1NC | 10 августа 2019  | Эверт Браво (25-10-1)         | Estadio Antonio R. Marquez, Сан-Хуан-де-лос-Лагос, Мексика | KO 1 (10), 1:26  | |
| 55  | 50(32)-3-1 1NC | 6 мая 2017       | Сауль Альварес (48-1-1)       | Ти-Мобайл Арена, Лас-Вегас, Невада, США                    | UD (12)          | Счёт: 108-120, 108-120, 108-120.                                                                                   |
| 54  | 50(32)-2-1 1NC | 10 декабря 2016  | Доминик Брич (32-2-1)         | Arena Monterrey, Монтеррей, Нуэво-Леон, Мексика            | UD (10)          | Счёт: 99-91, 99-91, 99-91.                                                                                         |
| 53  | 49(32)-2-1 1NC | 18 июля 2015     | Маркос Рейес (33-2)           | Don Haskins Convention Center, Эль-Пасо, Техас, США        | UD (10)          | Счёт: 97-92, 98-91, 96-93.                                                                                         |
| 52  | 48(32)-2-1 1NC | 18 апреля 2015   | Анджей Фонфара (26-3)         | Стабхаб Сентер, Карсон (Калифорния), США                   | RTD9 (12) 3:00   | 80-89, 81-88, 81-88. Бой за вакантный пояс WBC International.                                                      |
| 51  | 48(32)-1-1 1NC | 1 марта 2014     | Брайан Вера (23-7)            | Alamodome, Сан-Антонио, Техас, США                         | UD (12)          | 117-110, 117—110, 114—113. Бой за вакантный пояс WBC Continental Americas.                                         |
| 50  | 47(32)-1-1 1NC | 28 сентября 2013 | Брайан Вера (23-6)            | Карсон (Калифорния), США                                   | UD (10)          | 98-92, 97-93, 96-94. Бой в промежуточном весе 173 фунта.                                                           |
| 49  | 46(32)-1-1 1NC | 15 сентября 2012 | Серхио Мартинес (49-2-2)      | Thomas & Mack Center, Лас-Вегас, Невада, США               | UD (12)          | Бой за титул чемпиона мира по версиям WBC и The Ring.                                                              |
| 48  | 46(32)-0-1 1NC | 16 июня 2012     | Энди Ли (28-1)                | Sun Bowl, Эль-Пасо, Техас, США                             | TKO7 (12) 2:21   | Бой за титул чемпиона мира по версии WBC.                                                                          |
| 47  | 45(31)-0-1 1NC | 4 февраля 2012   | Марко Антонио Рубио (53-5-1)  | Alamodome, Сан-Антонио, Техас, США                         | UD (12)          | Бой за титул чемпиона мира по версии WBC.                                                                          |
| 46  | 44(31)-0-1 1NC | 19 ноября 2011   | Питер Манфредо (37-6)         | Reliant Arena, Хьюстон, Техас, США                         | TKO5 (12) 1:52   | Бой за титул чемпиона мира по версии WBC.                                                                          |
| 45  | 43(30)-0-1 1NC | 4 июня 2011      | Себастьян Збик (30-0)         | Стэйплс-центр, Лос-Анджелес, Калифорния, США               | MD (12)          | Бой за титул чемпиона мира по версии WBC.                                                                          |
| 44  | 42(30)-0-1 1NC | 29 января 2011   | Билли Лаелл (22-8)            | Estadio Banorte, Кульякан, Синалоа, Мексика                | UD (10)          | Бой за титул серебряного чемпиона мира по версии WBC silver.                                                       |
| 43  | 41(30)-0-1 1NC | 26 июня 2010     | Джонни Дадди (29-1)           | Alamodome, Сан-Антонио, Техас, США                         | UD (10)          | Бой за титул серебряного чемпиона мира по версии WBC silver.                                                       |
| 42  | 40(30)-0-1 1NC | 11 ноября 2009   | Трой Роуланд (25-2)           | Alamodome, Сан-Антонио, Техас, США                         | ND (10)          | Поединок был признан несостоявшимся из-за положительного допинг-теста Чавеса.                                      |
| 41  | 40(30)-0-1     | 12 сентября 2009 | Джейсон Лихоулер (21-1-1)     | El Palenque de la Feria, Тепик, Наярит, Мексика            | TKO1 (10)        | Бой за титул латиноамериканского чемпиона по версии WBC.                                                           |
| 40  | 39(29)-0-1     | 28 марта 2009    | Лусиано Лионель Куэльо (23-0) | Plaza de Toros, Тихуана, Нижняя Калифорния, Мексика        | UD (10)          | Бой за титул латиноамериканского чемпиона по версии WBC.                                                           |
| Бой | Рекорд         | Дата             | Соперник                      | Место боя                                                  | Результат        | Дополнительно |